# T28 (міноносець)
T28 (нім. T 28) — військовий корабель, міноносець типу 1939 Кріґсмаріне за часів Другої світової війни.
Міноносець T28 закладений 24 вересня 1941 року на верфі заводу Schichau-Werke в Ельблонзі, 8 жовтня 1942 року спущений на воду, а 19 червня 1943 року корабель уведений до складу військово-морських сил Третього Рейху. T28 брав участь у бойових діях біля берегів Франції та в Балтійському морі. Супроводжував конвої та великі військові кораблі, які обстрілювали радянські війська, а також бомбардував їх сам. У травні 1945 року Т28 допомагав евакуювати війська вермахту та біженців від наступаючих військ Червоної армії. Після капітуляції Німеччини та завершення війни переданий як військова репарація французькому флоту. Увійшов до його складу як «Лоррен», проходив службу до середини 1950-х років у складі різних підрозділів Середземноморської ескадри, після чого виведений зі складу ВМС і списаний на брухт.

## Історія служби
Наприкінці січня 1944 року після завершення процедури входження до складу надводних сил флоту Т28 з однотипним Т29 прибули до Західної Франції. Дорогою обидва міноносці були обстріляні британською береговою артилерією та атаковані парою британських торпедоносців Fairey Albacore, які спричинили незначні протікання в котельні Т28 від осколкових пошкоджень. Після прибуття корабель розпочав тривалий ремонт, який завершився лише на початку червня.
Коли союзники почали висадку в Нормандії 6 червня, 5-та флотилія міноносців, яка тепер складалася з Т28 і «Фальке», «Мьове» та «Ягуар», протягом наступного тижня кілька разів виходила з Гавра, намагаючись атакувати кораблі й десантні судна союзників. Незважаючи на витрату понад 50 торпед і великої кількості боєприпасів, вони загалом не здобули успіху, потопивши 6 червня лише норвезький есмінець «Свеннер». Т28 не був пошкоджений під час повітряного нальоту Королівських ПС в ніч з 14 на 15 червня, в результаті якого були потоплені «Фальке» і «Ягуар». В ніч з 21 на 22 липня T28 і три швидкісні E-човни вирушили з Гавра до Булоні, де по дорозі відбувся короткий бій з есмінцем «Мелбрейк». 27 липня міноносець повернувся до Німеччини, уникнувши на своєму шляху кількох кораблів союзників.
20-21 серпня Т28 з Т23 допомагали супроводжувати важкий крейсер «Принц Ойген», який підтримував контратаку німецьких військ біля Тукумса, Латвія. Коли німці евакуювалися з Таллінна, в середині вересня, міноносці встановлювали додаткові мінні поля у Фінській затоці, щоб позбавити радянський Балтійський флот доступу до західної частини затоки. 22 жовтня Т28 і Т23 бомбардували радянські позиції на півострові Сирве на естонському острові Сааремаа, зірвавши радянську атаку. Через місяць вони надали підтримку під час радянського наступу 19 листопада, але німці були змушені евакуюватися через кілька днів.
В середині грудня 6-та флотилія есмінців (Z35, Z36 і Z43), посилена міноносцями T23 і T28, отримала завдання встановити нове мінне поле між естонським узбережжям і вже існуючим мінним полем трохи далі в морі. Т23 мав супроводжувати інші кораблі, і есмінці були завантажені 68 мінами кожен, в той час як Т28 ніс 46. Флотилія вийшла в море вранці 11 грудня, і протягом дня погода поступово погіршувалася. Трохи відхилившись від курсу на північ, Z35 і Z36 натрапили на мінне поле «Нешорн» («Носоріг»), яке знаходилось лише за 2,5 морські милі (4,6 км) на північ від запланованого місця встановлення нового мінного поля. Обидва кораблі підірвалися на мінах і затонули близько 02:00; так близько до мінного поля, що в темряві не було зроблено жодних спроб врятувати тих, хто вижив.
29-30 січня 1945 року крейсер «Принц Ойген» разом з Т28 і Т23 підтримували німецьку контратаку проти наступаючих радянських військ біля Кранца, Східна Пруссія. 2-5 лютого корабель разом з Т23 і T35 супроводжував важкий крейсер «Адмірал Шеєр» поблизу узбережжя Східної Пруссії. «Адмірал Шеєр», Т23, Т28 і T36 бомбардували радянські позиції під Фрауенбургом на підтримку 4-ї армії 9-10 лютого. 27 березня Т28 і Т23 прикривали важкий крейсер «Лютцов» під час бомбардування радянських позицій на південь від Данцига. На початку квітня корабель прикривав евакуаційні конвої з Геля у Східній Пруссії. 5 травня Т28 допоміг переправити 45 000 біженців зі Східної Пруссії до Копенгагена, Данія, а 9 травня повернувся, щоб перевезти ще 20 000 до Глюксбурга.
Після завершення війни, міноносець був виділений британцям при розподілі вцілілих кораблів Крігсмаріне наприкінці 1945 року. 4 лютого 1946 року, після протестів Франції, Королівський флот передав T28 їй, а французький флот перейменував його на Le Lorrain. Після цього у Шербурі розпочався тривалий капітальний ремонт, під час якого радар замінили на американську систему, а 3,7-см гармати — на 4-см гармати Bofors. Корабель був знову введений в експлуатацію в грудні 1949 року і приписаний до авіаносної групи Середземноморської ескадри в Тулоні. Пізніше «Лоррен» був включений до складу протичовнової групи, а потім служив випробувальним кораблем до того, як був виведений зі складу сил флоту 31 жовтня 1955 року і згодом проданий на металобрухт